# Ad Catholici Sacerdotii
Ad Catholici Sacerdotii è un'enciclica di papa Pio XI, promulgata il 20 dicembre 1935, che tratta del servizio sacerdotale.

## Contenuto
L'enciclica, in una breve introduzione, rileva come da sempre, in ogni culto, vi sia sempre una figura sacerdotale che faccia da mediatore tra i credenti e Dio. Nel cattolicesimo, la figura del sacerdote ha come esempi Melchisedech e Gesù. Più precisamente, nella storia del cattolicesimo, la figura del sacerdote ha origine con la legge mosaica per giungere agli scritti di San Paolo dove è considerato ministro di Gesù Cristo.